# W. Lee O’Daniel
W. Lee O'Daniel (Malta, 1890. március 11. – Dallas, 1969. május 11.) az Amerikai Egyesült Államok szenátora (Texas, 1941–1949).